# Hendrina Pieters
Hendrina Pieters – południowoafrykańska lekkoatletka specjalizująca się w skoku wzwyż.

## Osiągnięcia
W 1973 została mistrzynią RPA w skoku wzwyż z wynikiem 1,72. Jej rekord życiowy to 1,74.

## Rodzina
Jest matką i pierwszą trenerką Jacques’a Freitaga – mistrza świata w skoku wzwyż z 2003.